# Kenneth Binmore
 (août 2022).
Kenneth George « Ken » Binmore, né le 27 septembre 1940, est un économiste renommé, ainsi qu'un théoricien des jeux, professeur émérite d'économie à l'Université de Londres. Il a contribué de manière importante à poser les bases de la théorie des jeux, en étant, en particulier, un des fondateurs de l'analyse des négociations bilatérales (avec Nash et Rubinstein). Il a également été un des introducteurs de l'expérimentation en économie et a publié dans le domaine de la philosophie analytique.
Binmore a commencé ses recherches en économie après avoir fait carrière comme mathématicien (titulaire de la chaire de mathématiques de la London School of Economics). Ses autres centres d'intérêt et de recherche comprennent la philosophie politique, la théorie de la décision, et la statistique. Il a publié plus de quatre-vingts articles dans des revues scientifique et quatorze livres.

## Publications
- 1977 : Mathematical Analysis: A Straightforward Approach. New York: Cambridge University Press
- 1980 : Foundations of Analysis: Book 1: Logic, Sets and Numbers. Cambridge University Press
- 1980 : Foundations of Analysis: Book 2: Topological Ideas. Cambridge University Press
- 1986 : Economic Organizations As Games, dirigé avec Partha Dasgupta, Basil Blackwell
- 1987 : The Economics of Bargaining, dirigé avec Partha Dasgupta, Basil Blackwell
- 1990 : Essays on the Foundations of Game Theory, Basil Blackwell
- 1991 : Fun and Games: A Text on Game Theory, D. C. Heath and Company.
- Game Theory and the Social Contract: 
1994 : Volume 1: Playing Fair. Cambridge: MIT Press
1998 : Volume 2: Just Playing. Cambridge: MIT Press
- 2002 : Calculus: Concepts and Methods avec Joan Davies, Cambridge University Press
- 2005 : Natural Justice. New York: Oxford University Press
- 2007 : Playing for Real - A Text on Game Theory. New York: Oxford University Press
- 2007 : Does Game Theory Work? The Bargaining Challenge, MIT Press
- 2008 : (en) Rational Decisions, Princeton, Princeton University Press, coll. « The Gorman Lectures », 29 décembre 2008, 1re éd., 216 p. (ISBN 978-0-691-13074-3)
- 2015 : La Théorie des jeux, Une introduction  (trad. de l'anglais), Paris, arkhê, octobre 2015, 1re éd., 268 p. (ISBN 978-2-918682-23-3, lire en ligne)